# Moderní gymnastika na letních olympijských hrách
Od losangeleských her 1984 se závodí v moderní gymnastice

## Přehled
| Kategorie            | 1984 | 1988 | 1992 | 1996 | 2000 | 2004 | 2008 | 2012 | 2016 | 2020 | Počet |
| -------------------- | ---- | ---- | ---- | ---- | ---- | ---- | ---- | ---- | ---- | ---- | ----- |
| Víceboj jednotlivkyň | X    | X    | X    | X    | X    | X    | X    | X    | X    | X    | 10    |
| Družstva             | -    | -    | -    | X    | X    | X    | X    | X    | X    | X    | 7     |

## Tabulka medailí
| Pořadí | Stát                  | Zlatá olympijská medaile | Stříbrná olympijská medaile | Bronzová olympijská medaile | Celkem |
| ------ | --------------------- | ------------------------ | --------------------------- | --------------------------- | ------ |
| 1.     | Rusko (RUS)           | 8                        | 3                           | 2                           | 13     |
| 2.     | Španělsko (ESP)       | 1                        | 1                           | 0                           | 2      |
| 3.     | Ukrajina (UKR)        | 1                        | 0                           | 3                           | 4      |
| 4.     | Sjednocený tým (EUN)  | 1                        | 0                           | 1                           | 2      |
| 4.     | Sovětský svaz (URS)   | 1                        | 0                           | 1                           | 2      |
| 6.     | Kanada (CAN)          | 1                        | 0                           | 0                           | 1      |
| 7.     | Bělorusko (BLR)       | 0                        | 4                           | 2                           | 6      |
| 8.     | Bulharsko (BUL)       | 0                        | 2                           | 1                           | 3      |
| 9.     | Itálie (ITA)          | 0                        | 1                           | 1                           | 2      |
| 10.    | Rumunsko (ROM)        | 0                        | 1                           | 0                           | 1      |
| 10.    | Čína (CHN)            | 0                        | 1                           | 0                           | 1      |
| 12.    | Západní Německo (FRG) | 0                        | 0                           | 1                           | 1      |
| 12.    | Řecko (GRE)           | 0                        | 0                           | 1                           | 1      |